# Himmel (Flurname)
Der Flurname Himmel beschreibt eine hoch gelegene, offene Flur.

## Etymologie
Himmel, wie im Himmelsgewölbe und dem Baldachin noch erkennbar, bedeutet ursprünglich „eine jede, besonders eine gewölbte oder hohle Decke“, synonym lateinisch caelum, coelum. In den Mondseeischen Glossen (2. Hälfte 10. Jh.) etwa bedeutet das Zeitwort himmeln ‚wölben‘.
So ist das Wort in Ortsbezeichnungen häufig für eine „fruchtbare, auch waldlose Flur, […] markante Landschaftsformen, für Berge, Straßen und Ortschaften oder Ortsteile, die an Erhebungen gelegen sind“. Datiert werden kann ein Himmel-Ortsname wohl bis in das Hochmittelalter, vielleicht auch früher.
Er findet sich auch als Himmelreich, in Anlehnung an das christliche ‚Himmelreich‘. Eine Umdeutung im mythologischen Sinne ist aber bei den Toponymika ebenso sekundär wie beim häufigeren Hölle ‚enge, wilde Flur‘.
Eine andere Etymologie hat aber beispielsweise vermutlich der Ort Himmelreich bei Salzburg, hier dürfte es sich um eine täuferisch-hutterische Neuschöpfung des 18. Jahrhunderts als Hausname zu ‚Reich Gottes‘ handeln.

## Beispiele
- Nenzinger Himmel, Alpe und Feriensiedlung in Vorarlberg
- Himmelsberg, Ortslage bei Mattsee, Land Salzburg
- Himmelberg, Gemeinde in Kärnten
- Himmelreich, Berg bei Gschwandt im Salzkammergut, Oberösterreich
- Himmelschlag, Ortslage am Nordrand des Kobernaußerwald (Rodungsname -schlag)
- Himmellindach, Ortslage bei Braunau am Inn
- Himmel, Ort bei St. Oswald bei Freistadt, Mühlviertel
- Unterhimmel, Ort an der Steyr, mit Unterhimmler Au (dort auch abgeleitet Pfarr- und Wallfahrtskirche zum Christkindl unterm Himmel, nach 1695 benannt)
- Himmelreich, Berg in den Schladminger Tauern, Steiermark
- Himmel, Berg bei Aflenz in der Obersteiermark
- Himmel, Alm bei Liezen in der Obersteiermark
- Himmelreich, Berg im Gesäuse
- Himmelreich, Berggegend mit Gipfel Himmelreichkogel/Hocheck bei St. Lorenzen im Mürztal; mit Kapelle Schmerzhafte Mutter im Himmelreich
- Himmel, Flur bei Bad Vöslau in Niederösterreich
- Am Himmel, Flur und Wirt am Pfaffenberg in Wien-Döbling am Rand des Wienerwaldes
- Himmelhof in Wien, Wiese, ehemalige Meierei Am Himmel in Ober St. Veit

Siehe auch (unsortiert):
- Am Himmel, Himmel, Himmelsberg, Himmelreich